# Казначей
Казначе́й — в древней Руси лицо, хранившее казну.
Казначеи были не только у князей, но и у частных лиц, бояр. В духовных грамотах московских князей казначей упоминается наравне с тиунами домосковской Руси; и те, и другие были рабами-хранителями княжеских прибытков.
На западе и юге России ранее казначей назывался скарбником.

## История
При Иоанне III, в связи с учреждением приказов, под именем казначея появляется довольно видный дворовый чин, занимавший место после кравчего и впереди думных дворян. Казначей ведал казённым двором или приказом, а вместе с тем и государевыми доходами, получая разные пошлины (например таможенные) и оброки и сдавая в оброчное содержание разные доходные статьи. Ведомству казначея подлежали также дела о холопстве и ведение книг, в которые записывались акты на холопство (вероятно — в силу того, что существовала особая пошлина с поступления в холопство). Со сбором пошлин был соединён и суд над теми, кто платил пошлины: отсюда широкая судебная компетенция казначея. Суд казначея распространялся и на многие такие случаи, которые не стояли ни в каком отношении к непосредственным функциям казначея.
В XVI веке этому суду подчинялись целые города; Судебник 1550 года причисляет к боярам и окольничим, творившим «суд царя и великого князя», и казначея. Здесь казначеи выступают вообще в качестве доверенных и приближённых к царю лиц. Как доверенные люди, казначеи назначаются вместе с боярами вести переговоры с иностранными послами, как это было, например, в 1494 году.
К середине XVII века, по мере развития приказных учреждений, широкое ведомство казначея сильно сократилось. Доходы были переданы в финансовые приказы разного наименования, холопьи дела — в холопий приказ. В ведении казначея остался лишь казённый двор, денежный доход которого Г. К. Котошихин определяет всего в 3000 рублей, а число подведомых посадских торговых людей — в 500. Казённым двором ведал один казначей, реже двое, а товарищей при нём было трое: два дьяка и печатник; в XVII веке последний вышел из состава казённого двора. На должность казначея обыкновенно назначались люди новые, не родовитые, но она прокладывала дорогу к боярству.

## Список Казначеев
| Год                         | Фамилия, имя, отчество              | Примечания                                                              |
| --------------------------- | ----------------------------------- | ----------------------------------------------------------------------- |
| Иван III Васильевич         |                                     |                                                                         |
| 1495                        | Овцын Дмитрий Владимирович          | Первый известный казначей, состоял в «чести» ниже окольничих и кравчих  |
| Василий III Иванович        | Василий III Иванович                | Данных нет                                                              |
| Иван IV Васильевич          |                                     |                                                                         |
| 1544-1566                   | Сукин Фёдор Иванович                | Пожалован в окольничии (1548), в бояре (1566), оставаясь казначеем      |
| Фёдор Иванович Блаженный    | Фёдор Иванович Блаженный            | Данных нет                                                              |
| Борис Фёдорович Годунов     | Борис Фёдорович Годунов             | Данных нет                                                              |
| Смутное время               | Смутное время                       | Данных нет                                                              |
| Василий IV Иванович Шуйский | Василий IV Иванович Шуйский         | Данных нет                                                              |
| Романов Михаил Фёдорович    |                                     |                                                                         |
| До 1616                     | Траханиотов Никифор Васильевич      | Пожаловано 200 рублей и поместье в 100 четей (1616)                     |
| 1627-1642                   | Черкасский Иван Борисович           | Ведал Казённый двор, Стрелецкий и Иноземческий приказы.                 |
| 1636                        | Дубровский Богдан Нежданович        |                                                                         |
|                             |                                     | После кончины И. Б. Черкасского в Казённом приказе ведали думные дьяки. |
| 1644                        | Дубровский Богдан Минич             |                                                                         |
| Алексей Михайлович Тишайший |                                     |                                                                         |
| 1658                        | Дубровский Богдан Минич             | Второе назначение                                                       |
| 1658-1676                   | Нарбеков Афанасий Самойлович        | С перерывом (до 1668)                                                   |
| 1668                        | Князь Долгоруков Юрий Александрович |                                                                         |
| 1668                        | Нарбеков Афанасий Самойлович        |                                                                         |
| Романов Фёдор Алексеевич    |                                     |                                                                         |
| 1676                        | Камынин Иван Богданович             |                                                                         |
| 1681                        | Языков Павел Петрович               |                                                                         |
| Иван V и Пётр I Алексеевичи |                                     |                                                                         |
| 1682-1686                   | Толочанов Семён Фёдорович           | Окольничий и казначей                                                   |
| 1690                        | Головин Иван Гаврилович             | Постельничий и казначей                                                 |